# Comarca agrícola de Guadarrama
La Comarca agrícola de Guadarrama de la Comunidad de Madrid en España, corresponde a la zona oeste de la Comunidad Autónoma, está formada por 22 municipios con un total de 969 kilómetros cuadrados, que en el año 2006 contaba con una población de 216.470 habitantes, lo que supone una densidad media de población de 223,38 habitantes por kilómetro cuadrado.

## Municipios de la comarca
Alpedrete, Becerril de la Sierra, El Boalo, Cercedilla, Collado Mediano, Collado Villalba, El Escorial, Fresnedillas de la Oliva, Galapagar, Guadarrama, Hoyo de Manzanares, Manzanares el Real, Los Molinos, Moralzarzal, Navacerrada, Robledo de Chavela, San Lorenzo de El Escorial, Santa María de la Alameda, Torrelodones, Valdemaqueda, Villavieja del Lozoya y Zarzalejo.